# Decisão Rio
O Decisão Rio é um estudo anual sobre as intenções de investimentos no estado do Rio de Janeiro. Realizado desde 1995, ele considera um período prospectivo de três anos mediante consulta a investidores diversos. Conhecendo as tendências de investimento, tomadores de decisão do setor público e da iniciativa privada do Brasil podem antever oportunidades de negócios. Não só eles, mas também investidores estrangeiros. Por isso o estudo sempre vem nas versões em português e em inglês,e às vezes até em outros idiomas (italiano, francês, alemão e mandarim).

## Documentos
Os principais documentos do Decisão Rio são:
- Resumo executivo --> Traz as conclusões, com dados sobre os investimentos anunciados para o estado do Rio de Janeiro no período de três anos;
- Estudo completo → Traz detalhes sobre os investimentos, tanto os anunciados quanto os potenciais, e também sobre as regiões do estado, o que inclui: valor, mercado potencial, oportunidades de negócios futuros, cronograma de implantação e estágio atual do empreendimento;
- Mapa completo → Todos os projetos previstos (fotos, descrições e vídeos) estão contemplados no software Google Maps.[nota 1]

O objetivo é fazer o Rio de Janeiro passar de opção para decisão de negócio, daí o nome do estudo. Os principais investimentos de 2014 a 2016 estão nos seguintes setores:
| SETOR                      | %     | R$ (bilhões)     |
| -------------------------- | ----- | ---------------- |
| Petróleo e Gás             | 60,7% | 143              |
| Indústria de Transformação | 17,2% | 40,5             |
| Infraestrutura             | 16,1% | 37,9             |
| Instalações Olímpicas      | 4,2%  | 9,9              |
| Turismo                    | 0,3%  | 0,8              |
| Outros                     | 0,3%  | 0,8              |
| TOTAL                      | 100%  | R$ 235,6 bilhões |

Para saber quais projetos receberão investimentos em cada um dos setores acima, de 2014 a 2016, acesse a lista de investimentos.

## Sobre os Estudos
Ao longo dos anos, as edições do Decisão Rio vêm revelando os empreendimentos previstos para cada triênio (período de três anos). Com eles, é possível conhecer as áreas do estado que vêm recebendo os principais investimentos.

### Decisão Rio 2014-2016
No estudo sobre o período 2014-2016, por exemplo, verificou-se que empresas e governos pretendem investir, juntos, R$ 235,6 bilhões em diversos setores da economia fluminense. A maior parte dessa quantia está prevista para o “setor de petróleo e gás (60,7% ou R$ 143 bilhões), seguido pela indústria de transformação (17,2% ou R$ 40,5 bilhões)”. Um grande investimento será feito no Complexo Petroquímico do Rio de Janeiro (Comperj), da Petrobras, que receberá R$20,9 bilhões.
Uma outra área vai receber atenção especial no período: “9,9 bilhões serão dedicados a instalações para os Jogos Olímpicos”, enquanto as obras voltadas para aeroportos, mobilidade urbana e hotéis, com o mesmo fim, custarão R$22,6 bilhões. Dentre os novos projetos, “os mais esperados pelas empresas são a BR-040 e a duplicação da BR-116, além do Arco Metropolitano”, que somam R$ 300 milhões em investimentos no triênio.

### Decisão Rio 2012-2014
Já no estudo sobre o período 2012-2014, verificou-se que o setor de infraestrutura e o de indústria de transformação, seguidos pelo de turismo, eram o foco dos investidores. Ainda de acordo com a estimativa, os investimentos industriais mais vultosos seriam nos setores de construção naval, siderurgia, petroquímica e automotivo.
Em outras épocas, pôde ser verificado um aumento dos investimentos estrangeiros. e uma interiorização dos investimentos (ou descentralização). Às vezes, somando um afluxo recorde de mais de R$ 200 bilhões Investimentos esses que geram empregos, como os da indústria naval. Naquele tempo já se pensava nas áreas relacionadas aos megaeventos esportivos (Copa do Mundo e Olimpíadas).
Para o secretário estadual de desenvolvimento econômico, Julio Bueno, “esses empreendimentos impulsionam não somente a geração de empregos, mas a instalação de toda uma cadeia de fornecedores, e possibilitam a qualificação de mão de obra local”.
Assim, além de apontar as tendências de investimentos ao divulgar a quantidade, a localização e o tipo dos empreendimentos que estão previstos para acontecer, cada versão do documento procura também apresentar oportunidades de negócios aos tomadores de decisão do setor público e da iniciativa privada, além de divulgar nacionalmente e internacionalmente as oportunidades existentes no Rio de Janeiro.